# Bar Sauma

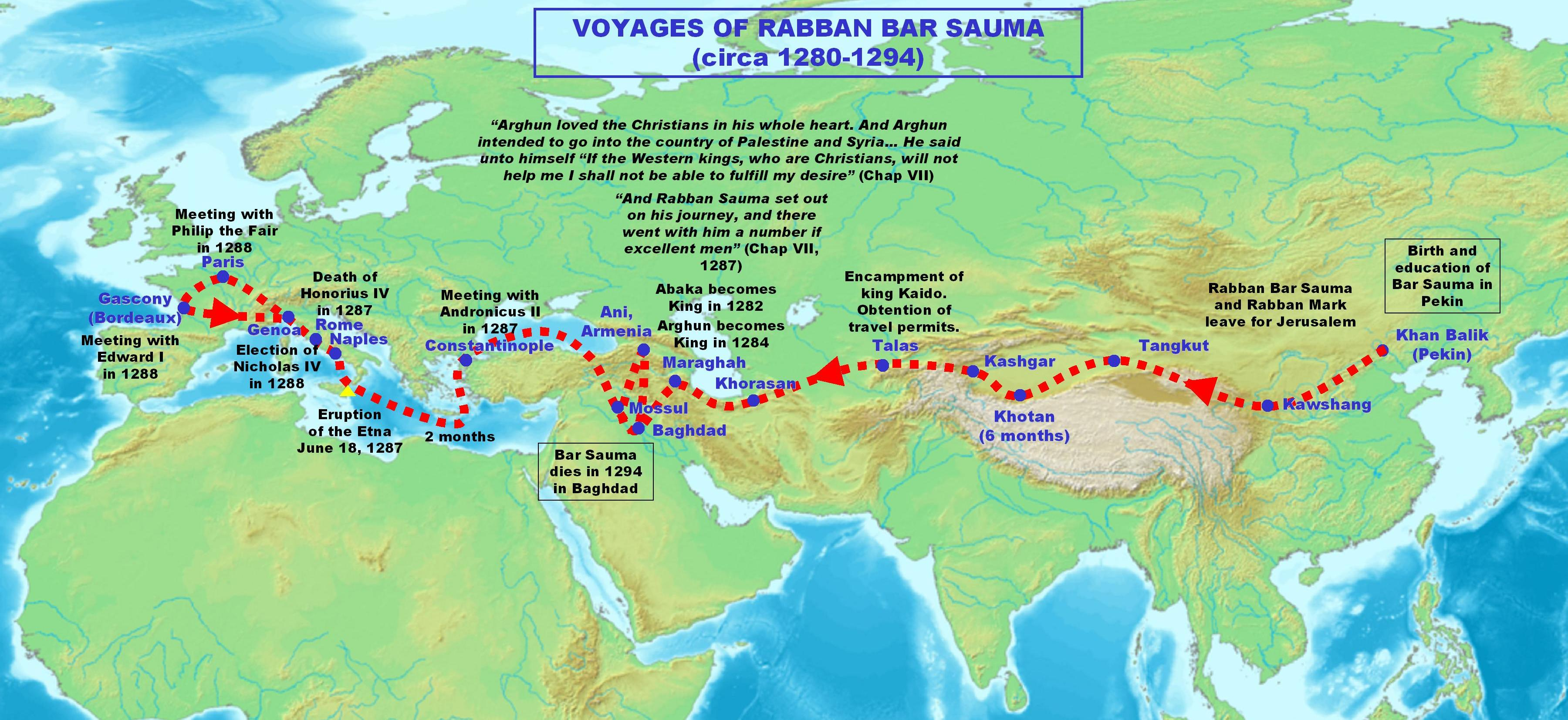
Podróż rabana Bar Saumy

Rabban Bar Sauma (aram. ‏ܒܪ ܨܘܡܐ‎; ur. 1225 we wschodnich Chinach, zm. 1294 w Bagdadzie) – nestoriański mnich, średniowieczny dyplomata i podróżnik. Jako jeden z pierwszych podróżników przemierzył cały znany świat ze wschodu na zachód, tj. z Pekinu, aż do Rzymu i Paryża.

## Młode lata
Bar Sauma (raban oznacza „mistrza” i stanowi honorowy tytuł, który mu później nadano) urodził się w rodzinie bogatego i religijnego małżeństwa (jego imię oznacza „syn postu”) z plemienia Ongutów w Chinach, niedaleko od Pekinu. Po ukończeniu 20 lat zaczął zastanawiać się nad wstąpieniem do zakonu. Rodzice próbowali wpłynąć na jego decyzję, gdyż był jedynakiem. Przez kilka lat pozostał w domu rodzinnym i pracował wspólnie z ojcem. Ostatecznie w 1248 po uzyskaniu akceptacji rodziców wstąpił do zakonu nestoriańskiego. Po kilkuletnim w pobycie w nim w 1255 przeniósł się w góry Fang, gdzie zamieszkał w jaskini. Prowadząc życie pustelnika słynął z pobożności i dobroci.

## Nieudana pielgrzymka do Jerozolimy
Bar Sauma przyciągał wielu uczniów. Jednym z nich był piętnastoletni Marcus, który wbrew radom rodziny udał się w dwutygodniową podróż w góry Fang. Odnalazłszy Bar Saumę poprosił go, aby został jego opiekunem duchowym. Po trzech latach Marcus został przyjęty do wspólnoty jako mnich, lecz życie komplementacyjne nie leżało w jego naturze. Namawiał Bar Saumę, aby udał się z nim w pielgrzymkę do Jerozolimy. Najprawdopodobniej w 1279 Bar Sauma i Marcus zaopatrzeni w zapasy i listy żelazne od Kubilaja wyruszyli w drogę. Podróżnicy kierowali się na południowy zachód od Pekinu, wędrując wzdłuż Żółtej Rzeki. Następnie ominęli pustynię Takla Makan, przejechali przez Chanat Czagatajski, aż w końcu dotarli do Ilchanatu. Ostatecznie pielgrzymi przybyli do Bagdadu, który stanowił ważny ośrodek Kościoła nestoriańskiego. Sauma i Markus zostali uroczyście przyjęci przez władze miasta oraz społeczność nestoriańską, w tym patriarchę Dinchę I. Przybycie podróżników z krańców ówczesnego świata było wyjątkowym wydarzeniem, gdyż zwykle kupcy przemierzali tylko pewną część Jedwabnego Szlaku, aby następnie sprzedać towar kolejnym kupcom. Patriarcha przyznał Marcusowi tytuł biskupa. Niestety okazało, że ze względu na prowadzone działania wojenne dalsza podróż do Jerozolimy była niemożliwa.

## Pobyt w Bagdadzie
Po krótkim pobycie w Ilchanacie wędrowcy planowali wrócić do rodzinnych stron. Plany te pokrzyżowała choroba, a następnie śmierć patriarchy Dinchy I. Nestoriańscy wierni, na których prawość podróżników z Chin wywarła wielkie wrażenie, obrali Marcusa nowym patriarchą i nadali mu miano Mar Yaballahy. Jak można się domyślić, nestorianie sądzili, że skoro ich państwo należy do Imperium Mongolskiego, dobrze jest mieć patriarchę z Chin mówiącego po mongolsku. Podróż dwóch pielgrzymów dobiegła końca w 1281 r., kiedy to Marcus przejął obowiązki patriarchy, a Bar Sauma zamieszkał w klasztorze i poświęcił się cichej kontemplacji.

## Misja dyplomatyczna do Europy

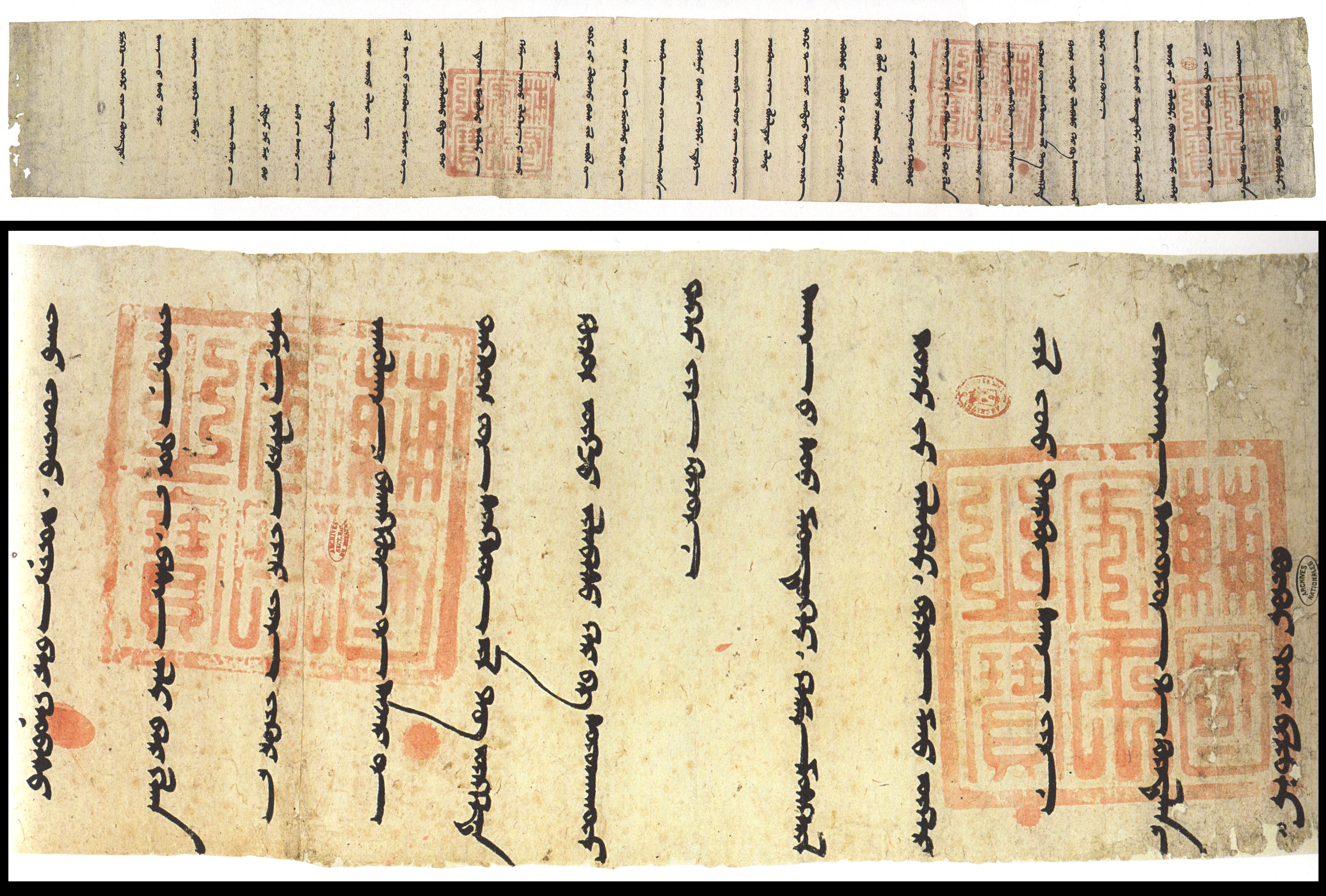
Fragment listu Arghuna do Filipa IV z 1289, w którym Rabban Bar Sauma jest wymieniony. French National Archives.

Władca Ilchanatu Arghun próbował nawiązać przymierze z chrześcijańską Europą przeciwko muzułmanom w walce o panowanie na Bliskim Wschodzie. W 1285 r. wysłał swoją pierwszą misję dyplomatyczną do Europy. Propozycje współpracy, które obejmowały m.in. podział Syrii i zwrot Jerozolimy, pozostały jednak bez odpowiedzi. Szukając kandydata na ambasadora dla kolejnej misji dyplomatycznej Arghun skontaktował się z patriarchą, który polecił mu swojego bliskiego przyjaciela Bar Saumę. Był to idealny kandydat – chrześcijanin i doświadczony podróżnik władający kilkoma językami w tym perskim, którym posługiwali się już niektórzy włoscy kupcy. Bar Sauma wyruszył w 1287 r. z listami do papieża, a także królów Francji i Anglii. Na drogę otrzymał trzydzieści koni, znaczną sumę pieniędzy oraz licznych służących. Pierwszym etapem podróży była wędrówka lądem przez północne prowincje Ilchanatu oraz Trapezunt. Następnie korzystając z czarnomorskich szlaków dotarł statkiem do Konstantynopola. W stolicy Bizancjum został przyjęty na audiencji przez cesarza Andronika II Paleologa. W swoich pamiętnikach Bar Sauma wspominał również o zwiedzaniu miasta (m.in. Hagia Sophia) i spotkaniach z przedstawicielami Kościoła prawosławnego. Następnie drogą morską udał się z Konstantynopola do Neapolu. W trakcie podróży był świadkiem erupcji wulkanu Etna na Sycylii (18 czerwca 1287 r.) oraz bitwy morskiej w zatoce Sorento w dniu 24 czerwca 1287 r. pomiędzy stronami wojny zwanej Nieszporami Sycylijskimi (1282-1302 r.) tj. Karolem II i Jakubem II. Poprzez Neapol w sierpniu 1287 r. dotarł do Rzymu, gdzie spotkał się z kardynałami uczestniczącymi w konklawe po śmierci papieża Honoriusza IV. Czekając na wybór nowego przywódcy Kościoła katolickiego Bar Sauma wyruszył do Francji, gdzie w Paryżu spotkał się z królem Francji Filipem IV, następnie w Bordeaux z królem Anglii Edwardem I. Obaj władcy wyrazili chęć wsparcia władcy Ilchanatu w wojnie przeciwko muzułmanom, ale unikali konkretnych zobowiązań tłumacząc się problemami w rodzinnych krajach. W marcu 1288 r. Bar Sauma powrócił do Rzymu, żeby spotkać się z nowym papieżem Mikołajem IV. Papież uprzejmie przywitał gościa i nalegał aby wspólnie spędzili Wielkanoc. Ogromne tłumy gromadzące się w Rzymie podczas Wielkiego Tygodnia zdumiały podróżnika z Azji. Papież w liście skierowanym do Arghuna chwalił jego tolerancję religijną i winszował mu chęci władania Palestyną. Jednak nie obiecywał sojuszu, gdyż nie był w stanie go zapewnić z powodu napiętych stosunków z władcami europejskimi. Latem 1288 r. Bar Sauma rozpoczął powrotną podróż, a we wrześniu wrócił do Ilchanatu. Arghun z radością powitał podróżnika i uznał, że jego misja zakończyła się sukcesem. Rok później Arghun skierował kolejne poselstwo do Europy m.in.: z następującym listem:

"Dzięki łasce wiecznych niebios wielki chan Arghun przesyła wiadomość do króla Francji: przyjąłem list, przesłany mi za pośrednictwem Rabbana Saumy, w którym powiadasz, że jeśli wojownicy Ilchanatu najadą Egipt, to ich wesprzesz...Jeśli, jakeś przyrzekłeś, poślesz żołnierzy i podbijesz Egipt, to klnę się na niebo, oddam ci wówczas Jerozolimę."

Pomimo dalszych kontaktów dyplomatycznych nie przygotowano jednak wspólnej wyprawy przeciwko muzułmanom. W 1291 r. Arghun zachorował i zmarł, a dla jego następców sojusz z europejskimi władcami nie był już priorytetem.

## Późniejsze lata
Po powrocie do Persji Bar Sauma zaangażował się w budowę kościoła, dzięki funduszom ofiarowanym na ten cel przez władcę Ilchanatu. Najprawdopodobniej wówczas opracował w języku syryjskim wspomnienia ze swoich podróży. Rabban Bar Sauma zmarł w styczniu 1294 w Bagdadzie.

## Bar Sauma w literaturze
Podstawowym materiałem dotyczącym życia Bar Saumy są jego wspomnienia, które zostały przetłumaczone na kilka języków. Wśród tłumaczeń oraz innych pozycji można wymienić: 
- Jean-Baptiste Chabot, Histoire de Mar Jabalaha III et du moine Rabban Cauma, Ernest Leroux, Paris, 1895, (fr) online,
- James A. Montgomery, History of Yaballaha III, Columbia University Press, New York, 1927, (en),
- E. A. Wallis Budge, The Monks of Kublai Khan, Religious Tract Society, London, 1928, (en) online,
- M.-H. Laurent, Rabban Saumâ, ambassadeur de l'Il-Khan Argoun, et la cathédrale de Veroli, Mélanges d'archéologie et d'histoire, 1958, Vol. 70, n°70, pp. 331-365, (fr) online,
- Н. В. Пигулевская, История мар Ябалахи III и раббан Саумы, Moskwa, 1958, (ru), online,
- Alexander Toepel, Die Mönche des Kublai Khan. Die Reise der Pilger Mar Yahballaha und Rabban Sauma nach Europa, Wissenschaftliche Buchgesellschaft, Darmstadt 2008 r., (de),
- J. Cummins, Największe zagadki historii – nieznane wydarzenia, Wydawnictwo Bellona, Warszawa 2009, (Marco Polo wschodu - Rabban Sauma - str. 45-58) (pl).